# Arizona Manhunt
Arizona Manhunt è un film del 1951 diretto da Fred C. Brannon.
È un western statunitense con Michael Chapin, Eilene Janssen e James Bell.

## Produzione
Il film, diretto da Fred C. Brannon su una sceneggiatura di William Lively, fu prodotto da Rudy Ralston per la Republic Pictures e la Valley Vista Productions e girato nell'Iverson Ranch a Chatsworth, Los Angeles, California, dal 27 marzo 1951. Il titolo di lavorazione fu Rangers of the Golden Sage.

## Distribuzione
Il film fu distribuito negli Stati Uniti dal 15 settembre 1951 al cinema dalla Republic Pictures.
Altre distribuzioni:
- nelle Filippine il 5 agosto 1952
- in Brasile (Foragido da Lei)